# Paul Nitze

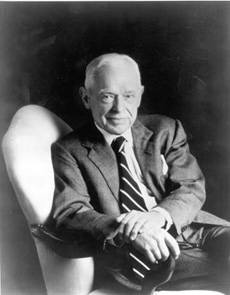
Paul Nitze

Paul Henry Nitze (16 stycznia 1907 - 19 października 2004) - jeden z najsłynniejszych amerykańskich dyplomatów i negocjatorów rozbrojeniowych.
Jego długa kariera (pełnił służbę pod rządami ośmiu prezydentów) rozpoczęła się od sukcesów na Wall Street, gdzie do 1940 roku był zarabiającym miliony maklerem. Finalnym akcentem tej kariery było w kwietniu 2004 roku nadanie imienia Nitzego jednemu z okrętów. Początkowo koordynował wiele programów amerykańskiej pomocy ekonomicznej i wojskowej dla koalicji antyhitlerowskiej. W 1950 roku był głównym autorem słynnej dyrektywy NSC 68, która nakazywała używania militarnych, a nie dyplomatycznych środków w stosunkach z ZSRR. Nitze przez lata zbudował sobie bardzo mocną pozycję w administracji amerykańskiej, tak że będąc Demokratą utrzymywał się nawet za rządów konserwatywnego Reagana. W 1960 roku został zastępcą sekretarza obrony. W latach 70. i 80. brał udział w kolejnych turach negocjacji rozbrojeniowych jako szef delegacji amerykańskich. Potrafił jak nikt inny niekonwencjonalnymi metodami (min. słynna "przechadzka po lesie" z szefem delegacji radzieckiej) osiągnąć wydawać by się mogło nieosiągalne cele. W 1987 roku był twórcą umowy o rozbrojeniu zawartej między Reaganem i Gorbaczowem.